# Erica Wilson
Erica Martrece Wilson (Akron, 26 maggio 1991) è una pallavolista statunitense, opposto dell'Athletes Unlimited.

## Carriera

### Club
La carriera di Erica Wilson inizia a livello giovanile nella formazione del Coast, partecipando contemporaneamente ai tornei scolastici statunitensi con la Fallbrook HS. Al termine delle scuole superiori, entra a far parte della squadra di pallavolo femminile della Arizona State, partecipando alla Division I NCAA dal 2009 al 2012.
Nella stagione 2014-15 firma il suo primo contratto professionistico all'estero e gioca nella 1. Bundesliga tedesca col Köpenicker, mentre nella stagione seguente approda nella Lega Nazionale A svizzera, vestendo la maglia del Köniz.
Nel campionato 2016-17 ritorna in Germania col Münster, dove cambia ruolo e inizia a giocare come opposto, mentre nel campionato seguente si trasferisce nella Voleybol 1. Ligi turca prima col Manisa BB e da gennaio con l'İzmir BB. In seguito partecipa nella Filippine alla PSL Grand Prix Conference 2019 con il Cignal HD, venendo premiata come miglior opposto straniero del torneo.
Dopo circa due anni in inattività, prende parte alla prima edizione dell'Athletes Unlimited nel ruolo di schiacciatrice, disputando il torneo anche nel 2022.

### Nazionale
Nel 2013 partecipa con la nazionale under 23 al campionato mondiale di categoria.

## Palmarès

### Premi individuali
- 2019 - PSL Grand Prix Conference: Miglior opposto straniero